# لکه قهوه‌ای برگ یونجه
لکه قهوه‌ای برگ یونجه (نام علمی: Pseudopeziza medicaginis) نام یک گونه از subdivision قارچ‌های فنجانی است.